# 繁荣党
繁荣党是埃塞俄比亚的一个政党。目前，该党是埃塞俄比亚的执政党。
2019年12月1日，埃塞俄比亚人民革命民主阵线（埃革阵）解散，原埃革阵的4个成员党中的3个（阿姆哈拉民主党、奥罗莫民主党和南埃塞俄比亚人民民主运动）以及全部附随政党（阿法尔民族民主党、本尚古勒-古马兹人民民主团结阵线、索马里民主党、甘贝拉人民民主运动和哈勒尔民族联盟）合并为繁荣党，唯独提格雷人民解放阵线拒绝参与合并并强烈谴责解散埃革阵的行为。